# Linha dos três pontos

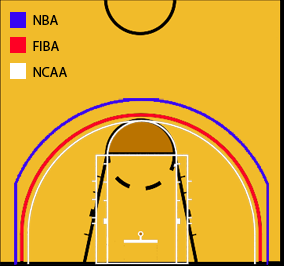
A linha de 3 pontos e suas diferentes marcações, dependendo da competição

A Linha dos 3 Pontos é uma linha em formato de arco presente na quadra de basquetebol designada para um arremesso de três pontos. Para valer os 3 pontos, o arremessador tem que estar antes dessa linha. Caso um dos pés toque essa linha, o arremesso é considerado de 2 pontos;.
A distância da cesta até a linha de três pontos varia de acordo com o nível da competição: na NBA, o arco fica a 23 pés 9 polegadas (7,24 m) do centro da cesta; na FIBA, o jogo masculino da Divisão I da WNBA e da NCAA é de 6,75 m (22 pés 1,75 pol); e nas peças femininas nas três divisões da NCAA, além das peças masculinas nas divisões II e III da NCAA, o arco mede 6,32 m. Na (W) NBA e FIBA, a linha de três pontos se torna paralela a cada linha lateral nos pontos em que o arco está a 3 pés (0,91 m) de cada linha lateral; Como resultado, a distância da cesta diminui gradualmente para um mínimo de 22 pés (6,71 m). Nas divisões II e III da NCAA, o arco é contínuo a 180 ° ao redor da cesta. Existem mais variações (consulte o artigo principal).
No basqeuetbol 3x3, uma variante sancionada pela FIBA, a mesma linha existe, mas os chutes por trás dele valem apenas 2 pontos e os outros chutes valem 1 ponto.

## Origens
A origem da Linha dos 3 Pontos remonta a 1933, quando, na tentativa de neutralizar o jogo ofensivo de jogadores altos, foi sugerido que se colocasse uma linha localizada a 7,62 metros, a partir da qual o valor da cesta seria de 3 pontos, diferentemente dos habituais 2 pontos de outras partes do campo. Mas foi somente em 1945, quando foi testado em competição oficial, em uma partida da NCAA entre as universidades de Columbia e Fordham. Em 1961 a linha foi utilizada pela 1ª vez em uma liga profissional, a ABL, a adotasse, seguida pela Continental Basketball Association na temporada de 1963-64.
O lançamento de três pontos foi popularizado graças à American Basketball Association (ABA) (ABA), uma liga com o mesmo nome do início dos anos 1960, mas que nada tinha a ver com isso, que o introduziu em 1968. Durante o Nos anos 70, a ABA criou o Triple Contest ao lado do Matte Contest como uma ferramenta de marketing para competir contra a onipotente NBA. Para não perder prestígio, a NBA adotou a linha de 3 pontos na temporada 1979-80, com o jogador Chris Ford, do Boston Celtics, que marcou o primeiro triplo da história da liga em 12 de outubro de 1979.
Nas regras da FIBA, a Linha dos 3 Pontos só foi introduzida, após o fim dos Jogos Olímpicos de Verão de 1984 em Los Angeles, nos Estados Unidos.

## Distâncias
| Regras                                                        | Raio do arco             | Distância Mínima para a cesta | Ref.  |
| ------------------------------------------------------------- | ------------------------ | ----------------------------- | ----- |
| NBA                                                           | 23 ft 9 in (7,24 m)      | 3 ft 0 in (0,91 m)            | [ 2 ] |
| FIBA NCAA Division I men WNBA                                 | 6,75 metros (22 ft 2 in) | 0,9 m (2 ft 11 in)            | [ 3 ] |
| NCAA Division I women NCAA Divisions II and III men and women | 20 ft 9 in (6,32 m)      | 4 ft 3 in (1,30 m)            | [ 4 ] |
| U.S. high schools                                             | 19 ft 9 in (6,02 m)      | 5 ft 3 in (1,60 m)            | [ 5 ] |

## Ver Também
- Linha dos 4 pontos